# Флаг Усть-Илимского района
Флаг муниципального образования «Усть-Или́мский район» Иркутской области Российской Федерации — опознавательно-правовой знак, служащий официальным символом муниципального образования.
Флаг утверждён 27 сентября 2012 года и 16 октября 2012 года внесён в Государственный геральдический регистр Российской Федерации с присвоением регистрационного номера 7942.

## Описание
«Прямоугольное полотнище с отношением ширины к длине 2:3, состоящее из двух равных вертикальных полос: голубого (у древка) и зелёного цветов. В середине полотнища круг белого цвета (радиусом 1/3 ширины полотнища), внутри которого сидящий жёлтый с чёрными полосами бурундук, с хвостом, распростёртым внизу, и с чёрным камнем в передних лапах».

## Обоснование символики
Бурундук — символ уникального животного мира Усть-Илимского района и смысловая аналогия с местным наименованием коренных жителей. «Бурундук» — сибиряк, коренной житель Среднего Приангарья. «Бурундуками» назвали местных жителей участники первых экспедиций топографов и геологов, когда они увидели деревни, существующие практически автономно от остального мира.
Камень в лапах бурундука символизирует наличие полезных ископаемых на территории Усть-Илимского района. Это запасы каменного угля (Жеронское месторождение), магнетитовых железных руд (Нерюндинское, Капаевское, Поливское, Молдаванское и другие месторождения), цеолитов (Бадарминское).
Белый круг — символ Усть-Илимского водохранилища, запасы воды которого обеспечивают работу Усть-Илимской ГЭС (третьей станция на Ангаре после Иркутской и Братской ГЭС);
Голубой цвет полотнища отождествляются с гидроэнергетикой района, связанной с реками Илим и Ангара. Зелёный цвет — с лесными богатствами района, территория которого на 90 % покрыта тайгой.
Белый цвет (серебро) — символ чистоты, открытости, божественной мудрости, примирения.
Зелёный цвет символизирует весну, здоровье, природу, молодость и надежду.
Голубой цвет (лазурь) — символ возвышенных устремлений, искренности, преданности, возрождения.
Чёрный цвет символизирует благоразумие, мудрость, скромность, честность.

## История
Утверждению флага предшествовала пятилетняя история его разработки. За это время было проведено несколько конкурсов по разработке эскизов флага и герба муниципального образования «Усть-Илимский район».
Основными целями конкурсов являлись:
 — разработка официальной символики муниципального образования «Усть-Илимский район»;
 — воспитание чувства патриотизма, гражданственности и уважения к исторической памяти, традициям Усть-Илимского района у населения Усть-Илимского района;
 — отбор лучших эскизных проектов флага и герба.
Основная задача конкурсов заключалась в отражении в официальной символике особенностей Усть-Илимского района: богатства природных ресурсов, исторической значимости, связи поколений, традиции русского и иных народов района.
Первый конкурс был объявлен 2 октября 2007 года постановлением главы администрации муниципального образования «Усть-Илимский район».
27 декабря 2011 года, постановлением администрации муниципального образования «Усть-Илимский район» № 716, предыдущее решение было признано утратившим силу и утверждено новое «Положение» о проведении конкурса, которым устанавливалась дата подачи заявок — до 1 марта 2011 года.
13 апреля 2011 года, постановлением администрации муниципального образования «Усть-Илимский район» № 203, дата подачи заявок была продлена до 20 мая 2011 года.
Ныне действующий флаг утверждён на основании итогов конкурса по разработке эскизов флага и герба муниципального образования «Усть-Илимский район», решения конкурсной комиссии по рассмотрению заявок для участия в конкурсе по разработке эскизов флага и герба муниципального образования «Усть-Илимский район» от 28 июня 2012 года.